# Stadion des 1. November 1954 (Tizi-Ouzou)
Das Stadion des 1. November 1954 (arabisch ملعب أول نوفمبر 1954 (تيزي وزو), französisch Stade du 1er-Novembre-1954 (Tizi-Ouzou), kabylisch Asarir n 1 wamber 1954 (Tizi Wezzu)) ist ein Fußballstadion mit Leichtathletikanlage in algerischen Stadt Tizi Ouzou, Hauptstadt der Provinz Tizi Ouzou, im Norden des Landes. Es ist die Heimspielstätte des Fußballvereins JS Kabylie. Die Anlage bietet Platz für 15.000 Zuschauer. Es ist nach dem Gründungsdatum der nationalen Befreiungsfront, die für die Unabhängigkeit Algeriens von Frankreich kämpfte, benannt.

## Geschichte
Die Sportstätte wurde 1978 eröffnet. Anfänglich bot es 20.000 Plätze, mit nur wenigen Sitzplätzen auf der Ehrentribüne. 2007 erhielt es einen Kunstrasen und wurde neu gestrichen. Der 24-jährige, kamerunische Spieler Albert Ebossé Bodjongo vom JS Kabylie wurde am 23. August 2014 nach einer 1:2-Heimniederlage gegen die USM Algier von einem Gegenstand, wahrscheinlich ein Stein, am Kopf getroffen, der von wütenden Heimfans geworfen wurde. Er wurde wenig später im Krankenhaus für tot erklärt. Nach dem Tod des Fußballers wurde das Stadion von der Fédération Algérienne de Football (FAF) vorübergehend geschlossen.
Seit 2010 ist außerhalb der Stadt das „Stade de Tizi-Ouzou“ mit 50 766 Sitzplätzen im Bau. Es soll im Juni 2023 eröffnet werden und das veraltete Stadion des 1. November 1954 ersetzen.